# Râul Argeș
Râul Argeș este un curs de apă din S-SE României, afluent al Dunării la Oltenița. Are 350 km iar suprafața bazinului hidrografic este de 12.550 km2. Izvorăște din partea central-vestică a culmii principale a Munților Făgăraș prin doi afluenți: Buda și Capra.

## Descriere
Buda (izvorul principal al sistemului hidrografic Argeș) izvorăște de sub vârful Arpașu Mic, de la 2.030 m altitudine, din lacul glaciar Buda, iar râul Capra izvorăște din lacul glaciar Capra, aflat sub vârful Vânătoarea lui Buteanu. În aval de confluența pârâului Buda cu Capra, a fost construit barajul Vidraru. De la izvor și până în zona municipiului Pitești, râul Argeș are o direcție de curgere N-S, drenând mai întâi pantele sudice ale Munților Făgăraș, străbate apoi Muscelele Argeșului și Dealurile Argeșului, iar după ce separă Piemontul Cotmeana (în V) de Piemontul Cândești (în E), intră în câmpie, unde udă multe subunități din Câmpia Română. Debitul mediu multianual variază între 19,6 m3/s în cursul superior, 40 m3/s la ieșirea din zona piemontană și 73 m3/s la vărsare. Pe cursul superior al râului Argeș s-a construit un sistem hidroenergetic constituit din 17 hidrocentrale (Argeș, Cerbureni, Oești, Albești, Curtea de Argeș, Zigoneni, Băiculești, Budeasa, Merișani etc.). Valea superioară a râului Argeș se încadrează într-o interesantă și neasemuită zonă turistică străbătută de șoseaua națională Transfăgărășan. Afluenți principali: Vâlsan, Râul Doamnei, Sabar, Dâmbovița, Neajlov.

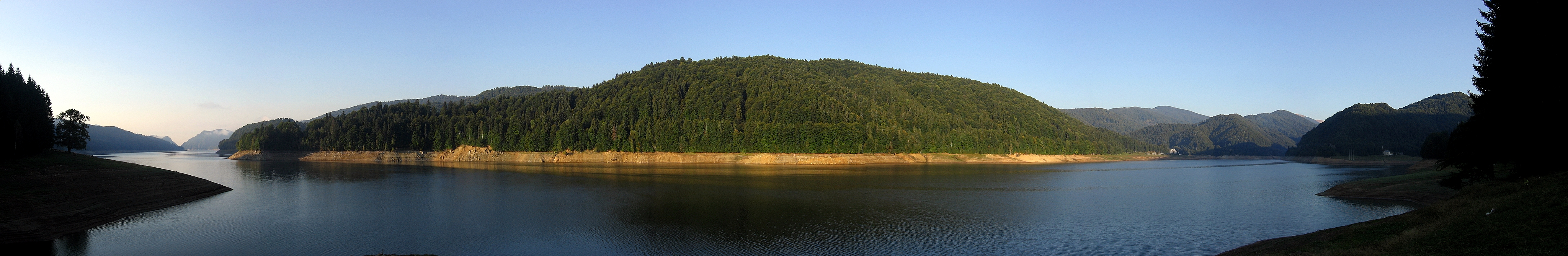
Râul Argeș la lacul de acumulare Vidraru

Pe cursul inferior al râului Argeș a fost construit barajul Mihăilești, situat la aproximativ 20 km de București, în județul Giurgiu, la intrarea în localitatea Mihăilești. Lacul de acumulare are lungimea de 8 km, lățimea maximă de 3 km și adâncimea maximă de 22 de metri.

## Izvoare istorice
Alexandru Vlahuță realizează o descriere armonioasă a cursului râului Argeș in capitolul Pe Argeș. Curtea de Argeș a volumului său de proză România Pitorească: "Numai Argeșul, călător fără odihnă, trece pe spintecătura văilor, și undele lui vorbesc într-una, cînd mai tare, cînd mai încet. Vorbesc undele lui de măreția și frumsețile Negoiului, din coapsa căruia au izvorît [...] Trece bătrînul Argeș pe vale, îndoindu-și albia spre răsărit pe lîngă orașul Pitești... De-aici, din ce în ce mai potolit se lasă în largul neteziș al cîmpiilor, și, după ce-și trage, în matca-i nisipoasă, din stînga Neajlovul și Glavaciorul, din dreapta Vîlsanului, Rîul Doamnei, Sabarul și Dîmbovița, abate spre miazăzi, taie șesul Ilfovului și merge de se toarnă în Dunăre în dreptul Olteniții."